# Parallelia kangraensis
Parallelia kangraensis là một loài bướm đêm trong họ Erebidae.